# Hudson de Souza
Hudson Santos de Souza (ur. 25 lutego 1977 w Sobradinho) – brazylijski lekkoatleta specjalizujący się w biegach średnio- i długodystansowych. Trzykrotny złoty medalista igrzysk panamerykańskich, pięciokrotny złoty medalista mistrz Ameryki Południowej oraz sześciokrotny złoty medalista mistrzostw ibero-amerykańskich. Zdobywca dwóch złotych medali na mistrzostwach Ameryki Południowej w biegach przełajowych. Trzykrotny olimpijczyk (Sydney, Ateny, Pekin) oraz czterokrotny uczestnik lekkoatletycznych mistrzostw świata. Rekordzista Ameryki Południowej w konkurencji biegu na dystansach: 1500 m, 1 mili oraz 2000 m.

## Przebieg kariery
W 1995 roku sięgnął po srebrny medal mistrzostw Ameryki Południowej juniorów w konkurencji biegu na 1500 m, natomiast rok później został mistrzem kontynentu juniorów w konkurencji biegu na 800 m. W finale konkursu biegu na 1500 m rozgrywanym na Sydney mistrzostwach globu juniorów uplasował się na 10. miejscu. W 1999 roku wywalczył złoty medal seniorskich mistrzostw Ameryki Południowej w biegu na 800 m, jak również brązowy medal igrzysk panamerykańskich w biegu na 1500 m; rok później zaś został dwukrotnym złotym medalistą mistrzostw ibero-amerykańskich – w konkurencji biegu na dystansie zarówno 800, jak i 1500 m.
Brał udział w igrzyskach olimpijskich w Sydney, tam odpadł w półfinale biegu na 1500 m, z czasem 3:41,00 zajmując 8. miejsce w grupie oraz 17. miejsce w gronie wszystkich półfinalistów.
W 2001 roku wystąpił na mistrzostwach świata zarówno w hali, jak i na stadionie – w obu startach wystąpił w konkurencji biegu na 1500 m, ale nie zdobył medalu. Rok później został mistrzem kontynentu w biegach przełajowych (złoto wywalczył indywidualnie w kategorii seniorów), ponadto obronił oba złote medale mistrzostw ibero-amerykańskich (w tych samych konkurencjach). W konkurencji biegu na 1500 i 5000 m otrzymał złote medale igrzysk panamerykańskich w Santo Domingo, był także uczestnikiem światowego czempionatu w Paryżu, podczas którego zajął 6. miejsce w półfinale biegu na 1500 m.
W czasie igrzysk olimpijskich rozgrywanych w Atenach dotarł do półfinału biegu na 1500 m. W tej fazie zmagań uzyskał czas 3:38,83 i zajął 9. miejsce w grupie, a w gronie wszystkich półfinalistów uplasował się także na 9. miejscu.
W 2006 roku, po pięcioletniej przerwie ponownie sięgnął po złoty medal mistrzostw kontynentu, wywalczony w konkurencji biegu na 1500 m, w tej samej konkurencji został rok później mistrzem igrzysk panamerykańskich. W konkurencji biegu na 1500 m wystąpił też podczas trzeciego w karierze olimpijskiego startu, który miał miejsce w Pekinie – w eliminacjach uzyskał czas 3:37,06 i zajął 7. miejsce w grupie, był to jednak najlepszy wynik, który równocześnie nie zagwarantował Brazylijczykowi awansu do dalszej fazy zmagań. W 2011 roku zdobył ostatni w karierze medal międzynarodowej imprezy lekkoatletycznej, na igrzyskach obu Ameryk w Guadalajarze zdobył srebrny medal w konkurencji biegu na 3000 m z przeszkodami. Po raz ostatni w zawodach lekkoatletycznych wystąpił w czerwcu 2012 roku na mistrzostwach kraju, gdy w biegu na 3000 m z przeszkodami otrzymał srebrny medal.

## Osiągnięcia
| Rok     | Zawody                                                 | Miasto         | Miejsce | Konkurencja                   | Wynik    |
| ------- | ------------------------------------------------------ | -------------- | ------- | ----------------------------- | -------- |
| 1995    | Mistrzostwa Ameryki Południowej juniorów               | Santiago       | srebro  | bieg na 1500 m                | 3:53,28  |
| 1996    | Mistrzostwa Ameryki Południowej w biegach przełajowych | Asunción       | brąz    | juniorzy, ind.                | 26:20    |
| 1996    | Mistrzostwa Ameryki Południowej juniorów               | Bucaramanga    | złoto   | bieg na 800 m                 | 1:50,8h  |
| 1996    | Mistrzostwa świata juniorów                            | Sydney         | 10.     | bieg na 1500 m                | 3:45,22  |
| 1998    | Mistrzostwa ibero-amerykańskie                         | Lizbona        | brąz    | bieg na 1500 m                | 3:41,14  |
| 1999    | Mistrzostwa Ameryki Południowej                        | Bogota         | złoto   | bieg na 800 m                 | 1:49,82  |
| 1999    | Igrzyska panamerykańskie                               | Winnipeg       | brąz    | bieg na 1500 m                | 3:42,18  |
| 2000    | Mistrzostwa ibero-amerykańskie                         | Rio de Janeiro | złoto   | bieg na 800 m                 | 1:47,18  |
| 2000    | Mistrzostwa ibero-amerykańskie                         | Rio de Janeiro | złoto   | bieg na 1500 m                | 3:42,21  |
| 2000    | Igrzyska olimpijskie                                   | Sydney         | 8. SF   | bieg na 1500 m                | 3:41,00  |
| 2001    | Halowe mistrzostwa świata                              | Lizbona        | 8. H    | bieg na 1500 m                | 3:43,14  |
| 2001    | Mistrzostwa Ameryki Południowej                        | Manaus         | złoto   | bieg na 800 m                 | 1:47,20  |
| 2001    | Mistrzostwa Ameryki Południowej                        | Manaus         | złoto   | bieg na 1500 m                | 3:36,47  |
| 2001    | Mistrzostwa świata                                     | Edmonton       | 8. SF   | bieg na 1500 m                | 3:37,13  |
| 2002    | Mistrzostwa Ameryki Południowej w biegach przełajowych | Santa Cruz     | złoto   | seniorzy, krótki dystans      | 1:15     |
| 2002    | Mistrzostwa świata w biegach przełajowych              | Dublin         | 50.     | seniorzy, krótki dystans      | 12:58    |
| 2002    | Mistrzostwa ibero-amerykańskie                         | Gwatemala      | złoto   | bieg na 800 m                 | 1:46,74  |
| 2002    | Mistrzostwa ibero-amerykańskie                         | Gwatemala      | złoto   | bieg na 1500 m                | 3:45,46  |
| 2002    | Puchar Świata                                          | Madryt         | 8.      | bieg na 1500 m                | 3:42,58  |
| 2003    | Igrzyska panamerykańskie                               | Santo Domingo  | złoto   | bieg na 1500 m                | 3:45,72  |
| 2003    | Igrzyska panamerykańskie                               | Santo Domingo  | złoto   | bieg na 5000 m                | 13:50,71 |
| 2003    | Mistrzostwa świata                                     | Paryż          | 6. SF   | bieg na 1500 m                | 3:41,12  |
| 2004    | Halowe mistrzostwa świata                              | Budapeszt      | 6. H    | bieg na 1500 m                | 3:43,24  |
| 2004    | Mistrzostwa ibero-amerykańskie                         | Huelva         | srebro  | bieg na 1500 m                | 3:37,66  |
| 2004    | Mistrzostwa ibero-amerykańskie                         | Huelva         | złoto   | bieg na 3000 m                | 7:51,25  |
| 2004    | Igrzyska olimpijskie                                   | Ateny          | 9. SF   | bieg na 1500 m                | 3:38,83  |
| 2005    | Mistrzostwa świata                                     | Helsinki       | 10. H   | bieg na 1500 m                | 3:43,18  |
| 2006    | Mistrzostwa Ameryki Południowej w biegach przełajowych | Mar del Plata  | złoto   | seniorzy, krótki dystans      | 1:12     |
| 2006    | Mistrzostwa świata w biegach przełajowych              | Fukuoka        | 79.     | seniorzy, krótki dystans      | 11:52    |
| 2006    | Mistrzostwa ibero-amerykańskie                         | Ponce          | 4.      | bieg na 1500 m                | 3:47,82  |
| 2006    | Mistrzostwa ibero-amerykańskie                         | Ponce          | złoto   | bieg na 3000 m                | 8:08,62  |
| 2006    | Mistrzostwa Ameryki Południowej                        | Tunja          | srebro  | bieg na 800 m                 | 1:49,97  |
| 2006    | Mistrzostwa Ameryki Południowej                        | Tunja          | złoto   | bieg na 1500 m                | 3:46,96  |
| 2007    | Igrzyska panamerykańskie                               | Rio de Janeiro | złoto   | bieg na 1500 m                | 3:36,32  |
| 2007    | Mistrzostwa świata                                     | Osaka          | 11. H   | bieg na 1500 m                | 3:43,37  |
| 2008    | Igrzyska olimpijskie                                   | Pekin          | 7. H    | bieg na 1500 m                | 3:37,06  |
| 2009    | Mistrzostwa Ameryki Południowej                        | Lima           | srebro  | bieg na 1500 m                | 3:42,72  |
| 2009    | Igrzyska Luzofonii                                     | Lizbona        | brąz    | bieg na 1500 m                | 3:49,26  |
| 2011    | Mistrzostwa Ameryki Południowej                        | Buenos Aires   | srebro  | bieg na 1500 m                | 3:46,35  |
| 2011    | Mistrzostwa Ameryki Południowej                        | Buenos Aires   | złoto   | bieg na 3000 m z przeszkodami | 8:36,53  |
| 2011    | Światowe wojskowe igrzyska sportowe                    | Rio de Janeiro | DNF H   | bieg na 3000 m z przeszkodami | N/A      |
| 2011    | Igrzyska panamerykańskie                               | Guadalajara    | srebro  | bieg na 3000 m z przeszkodami | 8:48,75  |
| Źródło: |                                                        |                |         |                               |          |

## Rekordy życiowe
- bieg na 800 m – 1:45,69 (25 czerwca 2000, Portland)
- bieg na 1500 m – 3:33,25 (28 sierpnia 2005, Rieti)
- bieg na 1 milę – 3:51,05 (29 lipca 2005, Oslo)
- bieg na 2000 m – 5:03,34 (6 kwietnia 2002, Manaus)
- bieg na 3000 m – 7:39,70 (2 lipca 2002, Lozanna)
- bieg na 5000 m – 13:42,56 (24 września 2006, São Paulo)
- bieg na 3000 m z przeszkodami – 8:30,70 (22 sierpnia 2006, Linz)

Halowe
- bieg na 1500 m – 3:43,14 (9 marca 2001, Lizbona)
- bieg na 3000 m – 8:10,78 (31 stycznia 2004, Boston)

Źródło: 